# جام باشگاه‌های کارائیب ۲۰۱۸
جام باشگاه‌های کارائیب ۲۰۱۸ بیستمین دوره جام باشگاه‌های کارائیب، رقابت‌های بین‌المللی فوتبال باشگاهی سالانه در منطقه کارائیب بود که در بین باشگاه‌هایی که اتحادیه‌های فوتبال آن‌ها به اتحادیه فوتبال کارائیب (سی‌اف‌یو) وابسته هستند، برگزار می‌شود.
قهرمان جام باشگاه‌های کارائیب ۲۰۱۸ به لیگ قهرمانان کونکاکاف ۲۰۱۹ و تیم‌های دوم و سوم به لیگ کونکاکاف ۲۰۱۸ راه پیدا می‌کنند، در حالی که تیم چهارم با قهرمان مسابقات باشگاهی کارائیب ۲۰۱۸ برای تعیین جایگاه نهایی کارائیب در لیگ کونکاکاف ۲۰۱۸ بازی خواهد کرد.
سیبائو دارنده عنوان قهرمانی بود، اما از آنجایی که نتوانستند به فینال لیگ فوتبال دومینیکن ۲۰۱۷ برسند، واجد شرایط ورود نبودند. برای دومین فصل متوالی، جام باشگاه‌های کارائیب توسط تیمی از جمهوری دومینیکن به دست آمد و اتلتیکو پانتوجا قهرمان شد و جواز حضور در لیگ قهرمانان کونکاکاف را کسب کرد. آرنت گاردنز نایب قهرمان و پورتمور یونایتد مقام سومی به لیگ کونکاکاف راه یافتند، اما سنترال مقام چهارمی به فرانسیسکین قهرمان مسابقات باشگاهی کارائیب در پلی آف شکست خورد و نتوانست به لیگ کونکاکاف راه یابد.

## تیم‌ها
شورای کونکاکاف در جلسه خود در ۲۵ ژوئیه ۲۰۱۷ در سان فرانسیسکو، کالیفرنیا اجرای مسابقات دو مرحله‌ای زیر را برای باشگاه های وابسته انجمن‌های عضو کارائیب که از سال ۲۰۱۸ آغاز می‌شود، تصویب کرد:
- مسابقات سطح ۱ که به عنوان جام باشگاه‌های کارائیب شناخته می‌شود، توسط قهرمانان و نایب قهرمانان لیگ‌های برتر حرفه ای و نیمه حرفه‌ای در سال ۲۰۱۸ رقابت می‌شود و فقط برای لیگ‌های کاملا حرفه‌ای در سال ۲۰۱۹ و به بعد باز است.
- مسابقات سطح ۲، معروف به مسابقات باشگاهی کارائیب، توسط قهرمانان لیگ‌های برتر در انجمن‌های عضو که هیچ لیگ حرفه‌ای یا نیمه حرفه‌ای در سال ۲۰۱۸ ندارند، و برای لیگ‌های آماتور و نیمه حرفه‌ای در سال ۲۰۱۹ و به بعد باز است.

فرمت جدید دو مرحله‌ای جام باشگاه‌های کارائیب و مسابقات باشگاهی کارائیب، و همچنین تیم‌های شرکت کننده در هر تورنمنت، توسط کونکاکاف در ۱۵ دسامبر ۲۰۱۷ اعلام شد. در میان ۳۱ انجمن عضو کارائیب، چهار مورد از آنها به عنوان لیگ‌های حرفه ای طبقه بندی شدند و هر کدام ممکن است دو تیم در جام باشگاه‌های کارائیب شرکت کنند.
در مجموع هشت تیم از چهار انجمن وارد جام باشگاه‌های کارائیب ۲۰۱۸ شدند.
| انجمن             | تیم             |
| ----------------- | --------------- |
| جمهوری دومینیکن   | آتلانتیکو       |
| جمهوری دومینیکن   | اتلتیکو پانتوجا |
| هائیتی            | ریل هوپ         |
| هائیتی            | راسینگ          |
| جامائیکا          | آرنت گاردنز     |
| جامائیکا          | پورتمور یونایتد |
| ترینیداد و توباگو | سنترال          |
| ترینیداد و توباگو | دبلیو کانکشن    |

## مرحله گروهی

### گروه A
| رتبه | تیم              | بازی | برد | مساوی | باخت | گل زده | گل خورده | گل تفاضل | امتیاز | صلاحیت      |
| ---- | ---------------- | ---- | --- | ----- | ---- | ------ | -------- | -------- | ------ | ----------- |
| ۱    | اتلتیکو پانتوجا  | ۳    | ۲   | ۱     | ۰    | ۶      | ۰        | ۶+       | ۷      | مرحله نهایی |
| ۲    | آرنت گاردنز      | ۳    | ۱   | ۱     | ۱    | ۵      | ۲        | ۳+       | ۴      | مرحله نهایی |
| ۳    | دبلیو کانکشن (H) | ۳    | ۱   | ۰     | ۲    | ۲      | ۵        | ۳−       | ۳      |             |
| ۴    | ریل هوپ          | ۳    | ۱   | ۰     | ۲    | ۱      | ۷        | ۶−       | ۳      |             |

| اتلتیکو پانتوجا | ۰–۰   | آرنت گاردنز |
| --------------- | ----- | ----------- |
|                 | گزارش |             |

| دبلیو کانکشن | ۰–۱   | ریل هوپ    |
| ------------ | ----- | ---------- |
|              | گزارش | - Jeudy ۳' |

| ریل هوپ | ۰–۳   | اتلتیکو پانتوجا                |
| ------- | ----- | ------------------------------ |
|         | گزارش | - Espinal ۳۵'، ۵۹' - Maita ۴۱' |

| دبلیو کانکشن     | ۲–۱   | آرنت گاردنز         |
| ---------------- | ----- | ------------------- |
| - Joseph ۲'، ۱۳' | گزارش | - Reid ۶۲' (پنالتی) |

| آرنت گاردنز                                      | ۴–۰   | ریل هوپ |
| ------------------------------------------------ | ----- | ------- |
| - Reid ۶۵'، ۸۶' (پنالتی)، ۹۰+۲' - Strickland ۹۰' | گزارش |         |

| دبلیو کانکشن | ۰–۳   | اتلتیکو پانتوجا                                |
| ------------ | ----- | ---------------------------------------------- |
|              | گزارش | - Espinal ۲۷' - Maita ۳۱' - López ۶۵' (پنالتی) |

### گروه B
| رتبه | تیم                         | بازی | برد | مساوی | باخت | گل زده | گل خورده | گل تفاضل | امتیاز | صلاحیت      |
| ---- | --------------------------- | ---- | --- | ----- | ---- | ------ | -------- | -------- | ------ | ----------- |
| ۱    | سنترال                      | ۳    | ۲   | ۰     | ۱    | ۴      | ۲        | ۲+       | ۶      | مرحله نهایی |
| ۲    | پورتمور یونایتد             | ۳    | ۱   | ۱     | ۱    | ۴      | ۳        | ۱+       | ۴      | مرحله نهایی |
| ۳    | باشگاه فوتبال آتلانتیکو (H) | ۳    | ۱   | ۱     | ۱    | ۴      | ۴        | ۰        | ۴      |             |
| ۴    | راسینگ گونیو                | ۳    | ۱   | ۰     | ۲    | ۲      | ۵        | ۳−       | ۳      |             |

| سنترال | ۰–۲   | پورتمور یونایتد          |
| ------ | ----- | ------------------------ |
|        | گزارش | - Morris ۴۷' - Lynch ۸۶' |

| آتلانتیکو                           | ۲–۱   | راسینگ گونیو  |
| ----------------------------------- | ----- | ------------- |
| - Briceño ۷' (پنالتی) - Herrera ۱۶' | گزارش | - Charles ۲۷' |

| راسینگ گونیو | ۰–۳   | سنترال                                            |
| ------------ | ----- | ------------------------------------------------- |
|              | گزارش | - Marcano ۱۱' - Paul ۴۰' (گل‌به‌خودی) - Charles ۴۹' |

| آتلانتیکو        | ۲–۲   | پورتمور یونایتد                     |
| ---------------- | ----- | ----------------------------------- |
| - Cuica ۷۷'، ۸۷' | گزارش | - East ۴۱' - Grandison ۷۲' (پنالتی) |

| پورتمور یونایتد | ۰–۱   | راسینگ گونیو |
| --------------- | ----- | ------------ |
|                 | گزارش | - Daniel ۲۷' |

| آتلانتیکو | ۰–۱   | سنترال                |
| --------- | ----- | --------------------- |
|           | گزارش | - Melo ۶۰' (گل‌به‌خودی) |

## مرحله حذفی
|  | نیمه‌نهایی       | نیمه‌نهایی   |                     |       | فینال | فینال |
|  |                 |             |                     |       |       |       |
|  | ۱۱ مه           |             |                     |       |       |       |
|  |                 |             |                     |       |       |       |
|  | اتلتیکو پانتوجا | ۴           |                     |       |       |       |
|  | اتلتیکو پانتوجا | ۴           | ۱۳ مه               |       |       |       |
|  | پورتمور یونایتد | ۳           |                     |       |       |       |
|  | پورتمور یونایتد | ۳           | اتلتیکو پانتوجا (پ) | ۰ (۶) |       |       |
|  | ۱۱ مه           |             | اتلتیکو پانتوجا (پ) | ۰ (۶) |       |       |
|  |                 | آرنت گاردنز | ۰ (۵)               |       |       |       |
|  | آرنت گاردنز     | آرنت گاردنز | ۰ (۵)               | ۲     |       |       |
|  | آرنت گاردنز     |             |                     | ۲     |       |       |
|  | سنترال          | ۰           |                     |       |       |       |
|  | سنترال          | ۰           | جایگاه سوم          |       |       |       |
|  |                 |             |                     |       |       |       |
|  | ۱۳ مه           |             |                     |       |       |       |
|  |                 |             |                     |       |       |       |
|  | پورتمور یونایتد | ۲           |                     |       |       |       |
|  | پورتمور یونایتد | ۲           |                     |       |       |       |
|  | سنترال          | ۱           |                     |       |       |       |

### نیمه نهایی
| اتلتیکو پانتوجا                         | ۴–۳   | پورتمور یونایتد             |
| --------------------------------------- | ----- | --------------------------- |
| - Espinal ۲۴'، ۴۵+۱' - Centeno ۳۰'، ۶۹' | گزارش | - East ۲۷'، ۳۴' - Lynch ۵۲' |

| آرنت گاردنز                | ۲–۰   | سنترال |
| -------------------------- | ----- | ------ |
| - Edwards ۳۵' - Morgan ۵۵' | گزارش |        |

### رده بندی
| پورتمور یونایتد            | ۲–۱   | سنترال         |
| -------------------------- | ----- | -------------- |
| - Harriott ۵۸' - Lynch ۶۳' | گزارش | - Muckette ۲۷' |

### فینال
| اتلتیکو پانتوجا                                                 | ۰–۰   | آرنت گاردنز                                                        |
| --------------------------------------------------------------- | ----- | ------------------------------------------------------------------ |
|                                                                 | گزارش |                                                                    |
| ضربات پنالتی                                                    |       |                                                                    |
| - López - Rebollo - Centeno - Quintero - Maita - Russell - Báez | ۶–۵   | - Russell - Sterling - Nesbeth - Reid - Jackson - Johnson - Martin |

### پلی آف لیگ کونکاکاف
در پلی آف لیگ کونکاکاف، قهرمان مسابقات باشگاهی کارائیب ۲۰۱۸ با مقام چهارم جام باشگاه‌های کارائیب ۲۰۱۸ یک بازی انجام داد تا مشخص شود کدام تیم به لیگ کونکاکاف راه پیدا می‌کند.
| سنترال      | ۱–۲   | فرانسیسکین                  |
| ----------- | ----- | --------------------------- |
| - Wolfe ۱۵' | گزارش | - Maingé ۲۷' - Marajo ۴۵+۱' |